# Incendio della fabbrica Phos
L'incendio alla fabbrica Phos avvenne il 15 marzo 1924 a Rocca Canavese. Morirono 21 persone, tra cui diciotto giovanissime operaie. 
L’evento suscitò forte coinvolgimento in Canavese, tanto che al funerale parteciparono più di diecimila persone. 
Ci fu anche una forte risonanza mediatica a livello nazionale: ne parlarono La Stampa, Avanti!, Gazzetta del Popolo e Corriere della Sera, ma la notorietà della tragedia scemò rapidamente, a causa del  clima di intimidazione e violenze compiute dai sostenitori del fascismo nel periodo precedente alle elezioni politiche del 6 aprile e del successivo assassinio di Giacomo Matteotti il 10 giugno. 
Solo il giornale locale Il Risveglio riprese occasionalmente la notizia per riportare gli esiti delle pubbliche sottoscrizioni a favore delle vittime. 
Il disastro passò sotto silenzio in quanto la propaganda fascista voleva presentare un'Italia in cui tutto funzionava e quindi certi fatti non accadevano.

## L'insediamento della fabbrica
L'Italia degli Anni Venti aveva un'economia poco industrializzata, gli impianti erano antiquati e la legislazione del lavoro era molto carente. Un esempio emblematico era la tecnica produttiva dei fiammiferi, che continuava a utilizzare il fosforo bianco decine di anni dopo la scoperta della sua nocività e nonostante la sua messa al bando alla convenzione di Berna del 1906. Pertanto i lavoratori non avevano alcuna tutela.
All'epoca Rocca Canavese, incuneata in una stretta valle e lontana dalle importanti arterie stradali, era un comune spopolato dall'emigrazione verso la Francia e verso i comuni della pianura torinese.; l'economia locale era limitata a una trentina di attività commerciali e industriali che impiegavano in totale 101 addetti.
In tale contesto si inserì la Phos, una sorta di multinazionale con capitali russi, italiani e svedesi, i cui proprietari conoscevano il paese in quanto alcuni rocchesi avevano lavorato molti anni nelle loro installazioni minerarie di Juzowka e Mariupol' in Ucraina ed erano rientrati a Rocca, dove venivano soprannominati "ij Boscavisc", storpiatura del nome "bolscevichi". 
Lo stabilimento venne collocato nei locali di un ex mulino a poche centinaia di metri dalla piazza principale del paese; vi si producevano fiammiferi di brevetto svizzero, che venivano poi inviati alla sede di Zurigo, la quale li spediva nelle colonie francesi. 
La pericolosità di questo tipo di produzione era conosciuta dalle istituzioni, infatti il sindaco Rostagni, nella relazione successiva all'incidente inviata alla prefettura di Torino, declinò ogni responsabilità, garantendo di aver espresso riserve circa la sicurezza della fabbrica già prima del suo insediamento e aggiungendo che le sue richieste non erano state prese in considerazione.
L'apertura dello stabilimento Phos sembrò un'opportunità di crescita economica per il paese, anche se in realtà celava l'interesse della proprietà a insediarsi in una località dove la manodopera era a buon mercato e non esistevano organizzazioni di lavoratori. 
Vennero assunti soprattutto giovani che non superavano i quindici anni d'età e la paga giornaliera si aggirava intorno alle quattro lire (circa € 2,50 al cambio del 2023).

## L'incidente

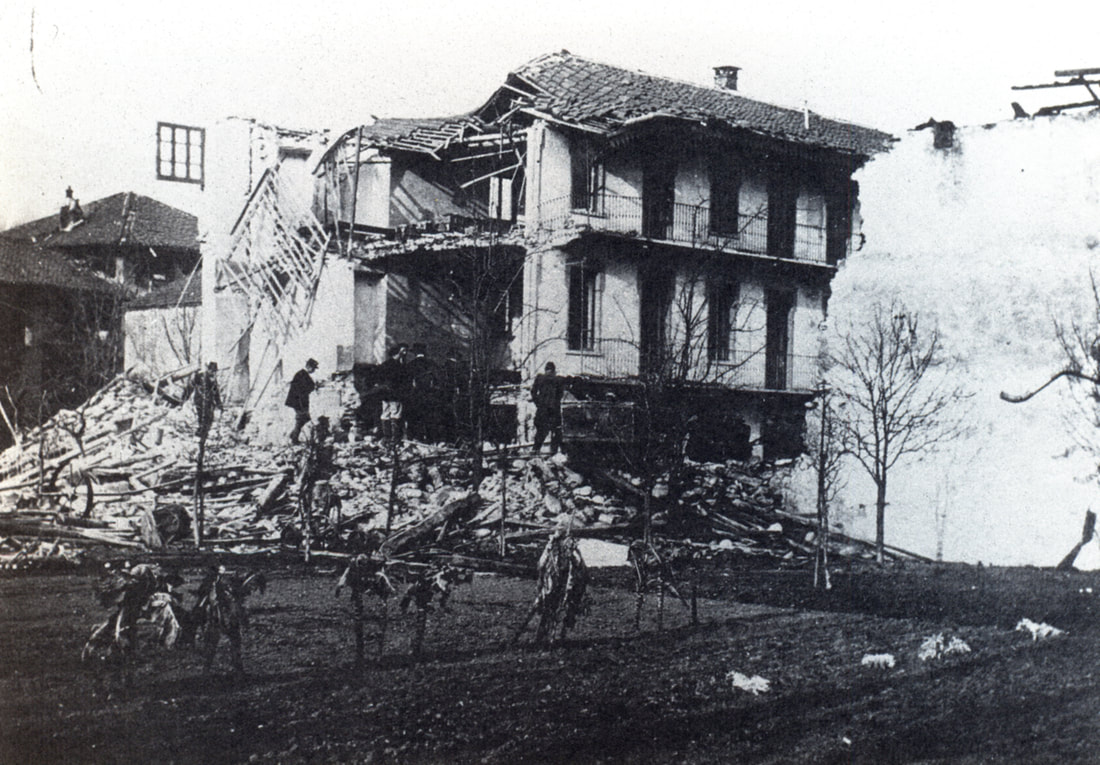
il luogo del disastro

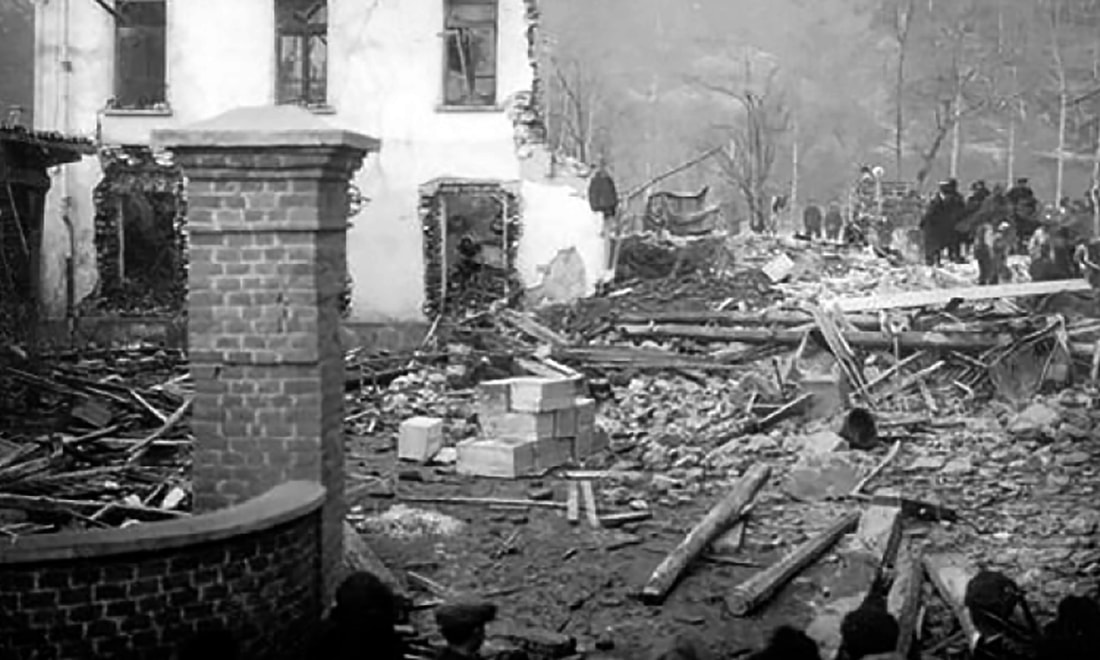
i primi soccorsi

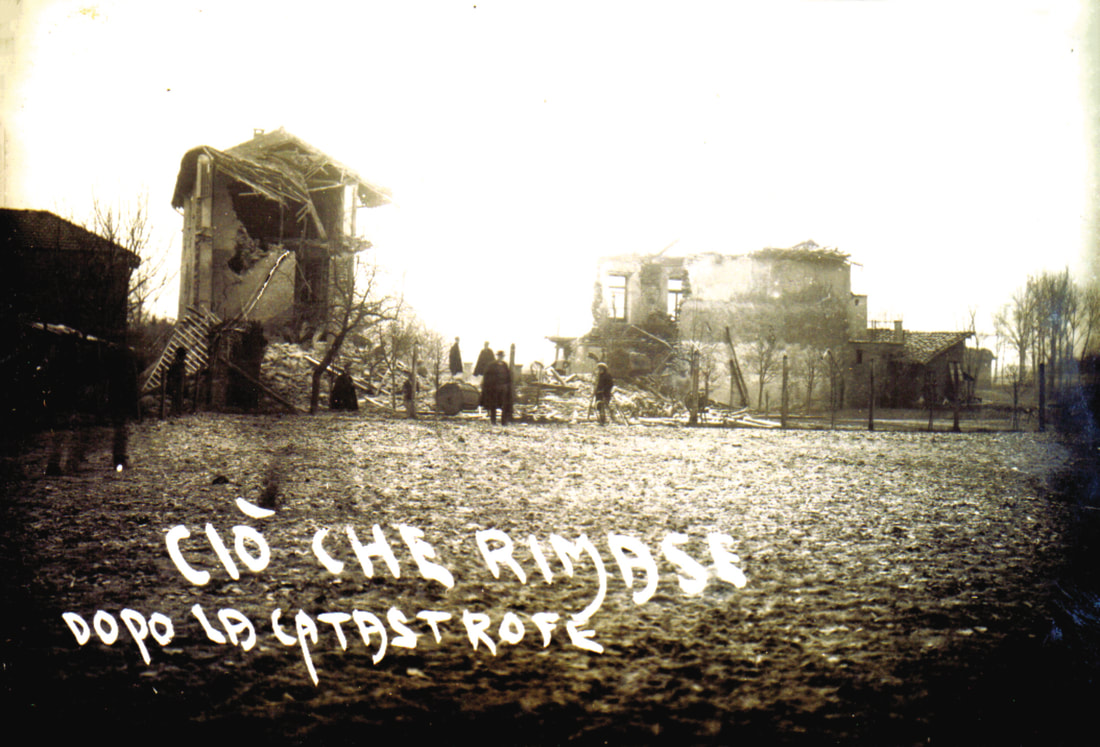
ciò che rimase dopo la catastrofe

L'esplosione avvenne alle 17.10 del 15 marzo nell'ala centrale, che era destinata all'imballaggio dei fiammiferi. Tutti i presenti nella stanza morirono. Nell'ala destra si sviluppò un violento incendio che trovò l'esca in oltre 10 milioni di fiammiferi immagazzinati al primo piano. Il municipio fece informare telegraficamente la Prefettura, mentre i primi soccorritori estraevano alcuni feriti. Da Torino giunsero con urgenza due autopompe dei Vigili del Fuoco che si prodigarono a prestare soccorso e, dopo aver domato l'incendio, misero in sicurezza il luogo del disastro allagando il deposito del clorato per mantenerne bassa la temperatura evitando così che prendesse fuoco.

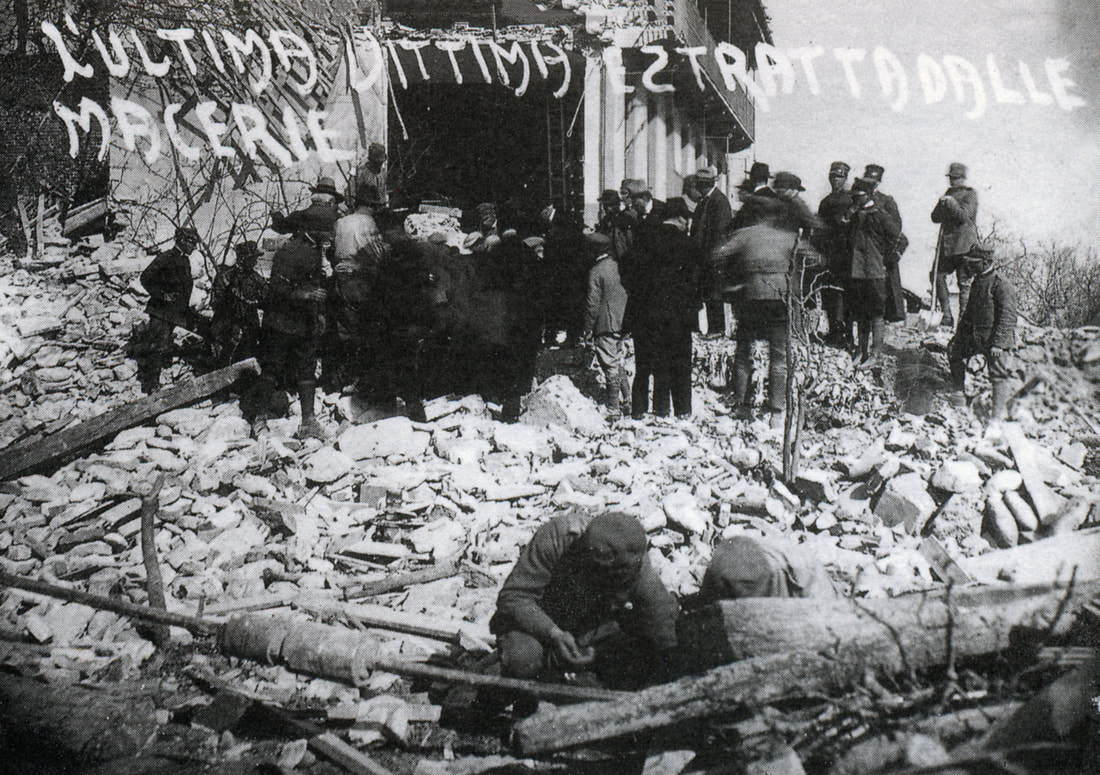
ricerca delle vittime

A seguito dell'impegno profuso nei soccorsi, il Corpo dei Pompieri di Torino venne insignito della medaglia d'argento al valor civile:

### Le vittime

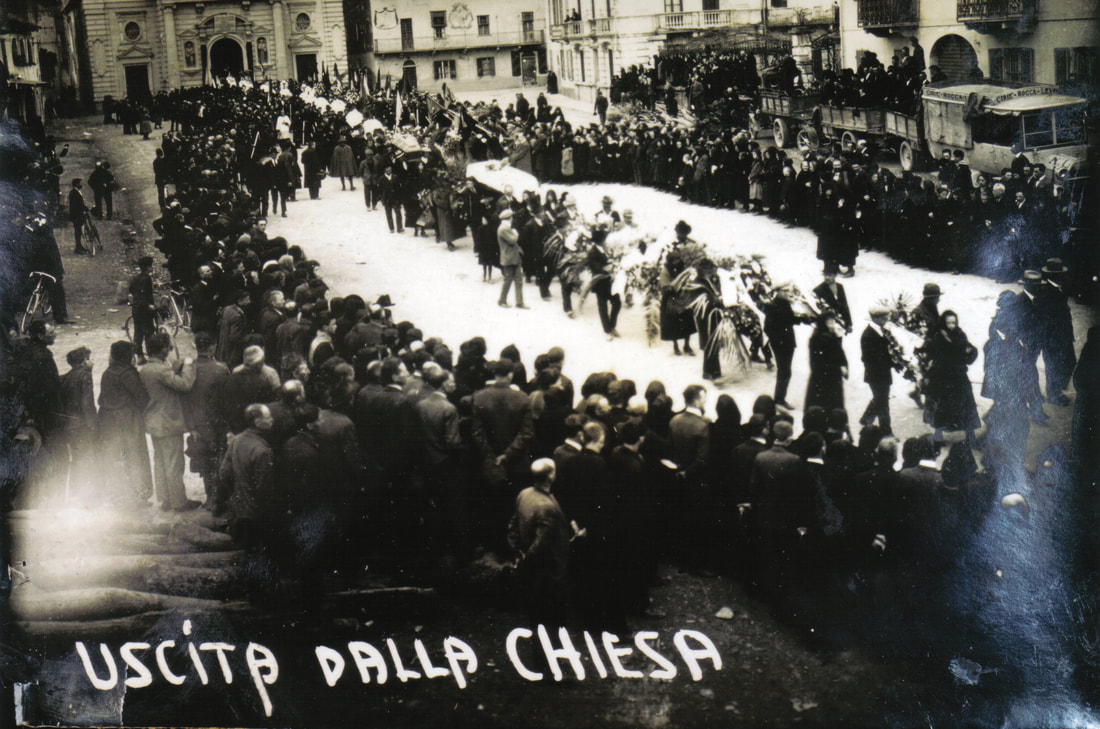
Rocca Canavese, i funerali

Giovanna Data, anni 12

Anna Maria Chiadò Puli, anni 13

Luigina Chiadò Puli, anni 13

Adelina Chiadò Puli, anni 13

Clotilde Jallin, anni 14

Maddalena Peroglio, anni 14

Margherita Peroglio, anni 15

Margherita Balma Tivola, anni 15

Angela Ferrando Battistà, anni 15

Luigia Jallin, anni 15

Maria Molinar Rivarot, anni 16

Maria Nepote Maria, anni 16

Claudia Peracchione, anni 16

Maddalena Peroglio, anni 17

Teresa Balma Tivola, anni 17

Emilia Nepote, anni 19

Giacomo Anglesio, anni 25

Carlo Rostagni, anni 25

Maddalena Tellar Pandon, anni 29

Giacomo Pastore Benet, anni 30

Antonio Baima Poma, anni 53

## I mesi successivi
La pretura di Ciriè aprì un'inchiesta per stabilire le circostanze dell'accaduto, l'identità delle vittime, la natura dell'incidente e altre informazioni; stessa procedura fu seguita a Rocca. La documentazione relativa a processi e assicurazioni è scarsa, anche perché i registri del Tribunale andarono in parte distrutti nel corso dei bombardamenti del marzo 1943..
Il Sindacato Subalpino di Assicurazione Mutua contro gli Infortuni con una lettera al sindaco in data 17 marzo 1924 informava che “ rendendosi conto della gravità del disastro che ha gettato nel lutto una cospicua parte dei suoi amministrati, ha voluto d’urgenza, e prima ancora di ricevere le denunce, liquidare le indennità per le seguenti tredici vittime ieri identificate.”
Le indennità vennero calcolate in una cifra pari a cinque annualità di salario, moltiplicando per trecento il salario giornaliero; quindi il rimborso ricevuto si aggirava intorno alle 8000 lire aggiungendo le pubbliche sottoscrizioni.
Vennero anche stampate delle cartoline illustrate, secondo le usanze del periodo.
Le autorità fasciste operarono al fine di non diffondere notizie sulla vicenda e la comunità locale, affranta, rimosse il dolore cancellando ogni ricordo. Carlo Boccazzi Varotto, nel saggio "Le piccole fiammiferaie. Una tragedia del lavoro dimenticata" sostiene che il dramma era anche annunciato: dagli atti emergono le responsabilità della proprietà, come l'inosservanza delle minime misure di sicurezza allora previste e l'inadeguatezza dei locali, già denunciate dal direttore. A causa del tipo di lavorazione, che era persino brevettata, la polvere si depositava sul pavimento durante la produzione: sprizzava scintille quando veniva calpestato dagli zoccoli di legno delle operaie.

## Il ricordo
Per decenni nessuno più parlò della Phos: la cappa di silenzio e di rimozione durò fino agli anni Ottanta del XX secolo, quando il parroco don Giacomo Mecca iniziò a documentarsi sull'incidente e trovare testimonianze delle persone che erano sopravvissute. Tra esse vi era Domenica Data, salvatasi con altri riuscendo a calarsi con una fune dal primo piano, che non parlava volentieri del disastro. «Quelle giovani le conoscevo tutte, avevano cominciato a lavorare con me l'anno prima quando erano stati aperti i cancelli della fabbrica. La Phos aveva portato lavoro, noi guadagnavamo quattro o cinque lire al giorno, eravamo contente». Grazie anche al suo contributo la storia venne ricostruita e nel 1999 il Comune intitolò alle vittime della Phos la via che conduce alla zona in cui sorgeva la fabbrica. Nel 2014 venne dedicata una giornata di ricordo alla tragedia, durante la quale fu presentato il testo di una canzone popolare dell'epoca, raccolto da Daniela Gaiara, musicato da Lo Zodiaco di Caluso e cantato dai ragazzi della scuola media di Rocca Canavese.  La canzone non ha un titolo e non è un testo di denuncia ma un lamento funebre, che ci presenta l'altra storia dell'Italia.
| A Rocca ha distrutto ogni cosa    | un incendio che orror,              |
| eran giovani sul fior degli anni  | lavoravano con grande ardor.        |
| Ivi presso il torrente Malone,    | era sorta un’azienda industrial     |
| di fiammiferi nuova invenzione    | col lavoro assai forte e normal.    |
| Un giorno del 15 marzo            | uno scoppio tremendo si sente,      |
| affannosa tutta la gente          | corre presso il torrente Malon.     |
| Vi eran donne del Canavesano .    | nel fior della lor gioventù,        |
| che l’incendio terribile e strano | ha distrutto e non vivono più.      |
| Ventitré sono i corpi incendiati  | stritolati, schiacciati, chissà.    |
| Quanti restan tuttor sotterrati   | che ancor chiedon salvezza e pietà. |
| Sulla tomba di questi infelici    | una lacrima e un fiore posiam.      |
| E Tu, Sommo Fattor, benedici      | le lor anime, oh Dio, ti preghiam.  |

In occasione del centenario si sono nuovamente svolte numerose manifestazioni commemorative.

### Libri
- Valerio Castronovo, Imprese ed economia in Piemonte dalla grande crisi ad oggi, Torino, Cassa di Risparmio di Torino, 1977
- Luigi Bassignana, Imprenditori piemontesi, Torino, Allemandi e &, 1992
- Carlo Boccazzi Varotto, L’archivio storico della Toro assicurazioni, in “Archivio e impresa”, Bologna, Il Mulino, 15 giugno 1997
- Carlo Boccazzi Varotto, Le piccole fiammiferaie. Una tragedia del lavoro dimenticata - prefazione di Adriana Lay, Edizioni dell'Orso, 1999 ISBN 88-7694-354-4
- Gente del Canavese vol.1, 1980, Centro Etnologico Canavesano, Bajo Dora, pp.36-41

### Articoli su quotidiani e periodici
- Terribile disastro a Rocca Canavese, in La Stampa, 16 marzo 1924.
- Terribile esplosione in un laboratorio di Torino, ventiquattro operaie sepolte sotto le macerie, in Avanti!, 16 marzo 1924.
- L'entità della catastrofe di Rocca Canavese. Ventidue morti e sette feriti, Avanti!, 16 marzo 1924
- Diciannove cadaveri dissepolti, Avanti!, 18 marzo 1924
- Diciannove cadaveri già dissepolti dalle macerie, La Stampa, 17 marzo 1924
- Quindici ragazze sepolte sotto le macerie, Gazzetta del popolo, 18 marzo 1924
- L'intero canavese tributa solenni onoranze alle vittime della sciagura di Rocca, Gazzetta del popolo, 19 marzo 1924
- Venti bare attraversano il paese in lutto, La Stampa, 19 marzo 1924
- Il disastro di Rocca Canavese, Il Piemonte, 19-20 marzo 1924
- L'immane disastro di Rocca Canavese, Il risveglio, 20 marzo 1924, p.2
- Le tragiche giornate di Rocca Canavese, Il Piccolo di Torino - Cronache e Tribunali, 22 marzo 1924
- I martiri del lavoro, Grido del popolo, 22 marzo, 1924
- Rocca, esplosione alla Phos, ventuno morti nella fabbrica di fiammiferi, Il Canavese, 12 marzo 1986
- le piccole fiammiferaie, su rainews.it. URL consultato l'8 maggio 2024.
- Istituto centrale di Statistica del Regno d'Italia, Dizionario dei comuni del Regno, Tipografia Operaia Romana, Roma 1930, pp.576-577